# Système complexe adaptatif

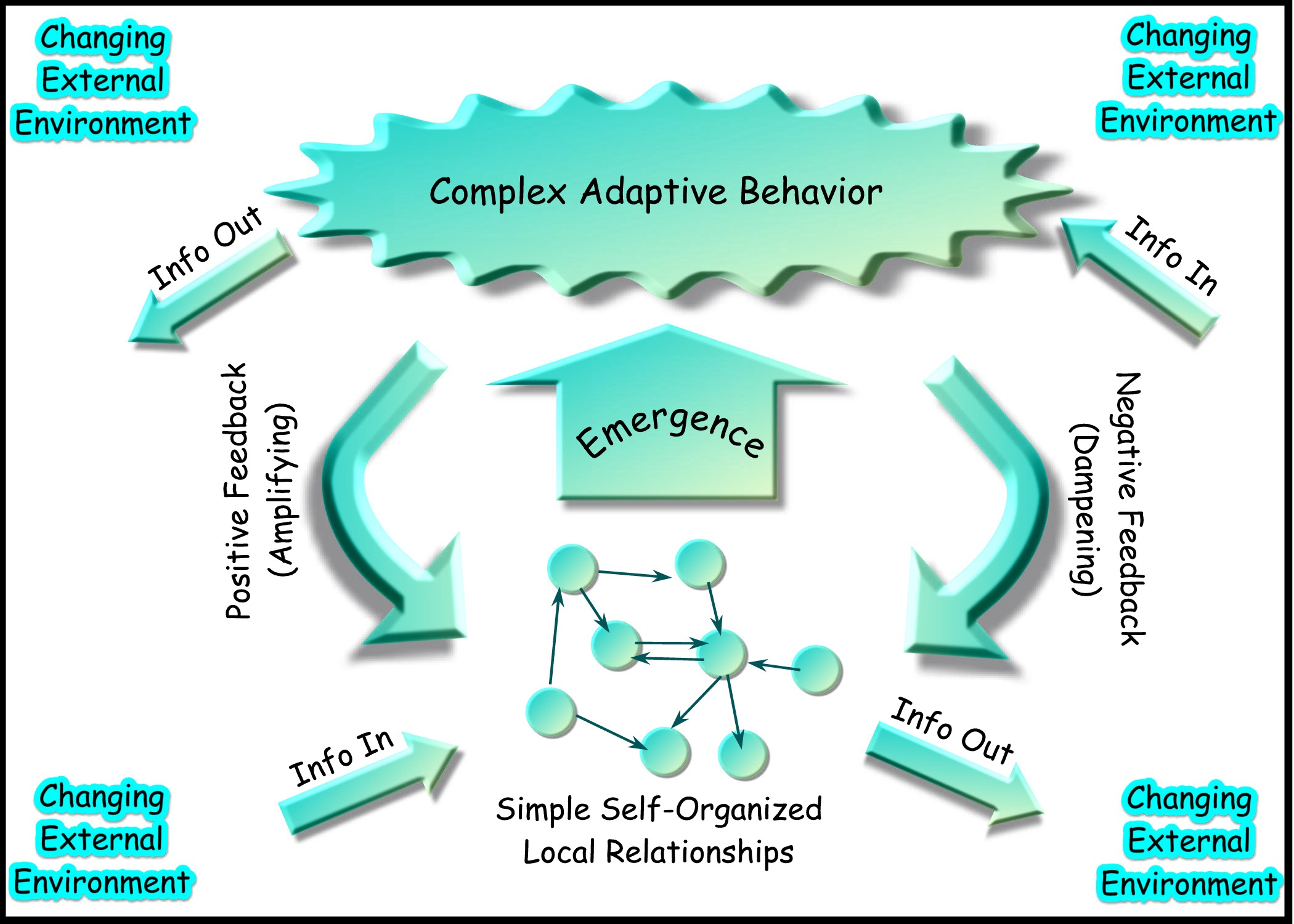
Complex Adaptive System

Un système complexe adaptatif ou système complexe auto-adaptatif est l'ensemble des cas particuliers d'un système complexe capable de s'adapter à son environnement par des expériences d'apprentissage. Le terme anglais complex adaptive systems (CAS) a été introduit par l'Institut interdisciplinaire de Santa Fe notamment par John H. Holland et Murray Gell-Mann.

## Observations
En 1962, Vero Copner Wynne-Edwards a observé la sélection de groupe à l’œuvre dans les communautés d’oiseaux sauvages. Il a conclu que les individus capables de trouver des solutions aux problèmes sont récompensés par la domination, une nourriture variée, un logement confortable et des privilèges sexuels ; à l’inverse, les individus étant dans l’« incapacité apprise » sont isolés par le réseau social, puis appauvris avant d’être éliminés.
Par ailleurs, David Sloan Wilson (en) a démontré qu’un réseau social qui applique les règles du « système adaptatif complexe » constitue la plus puissante machine à apprendre et gagne presque à tous les coups. Howard Bloom estime que la règle essentielle du système adaptatif complexe est « renforcer les connexions de ceux qui réussissent et affaiblir ceux qui échouent ».
Initialement utilisée dans le domaine de la chimie, de la physique et de l'intelligence artificielle, la notion de système complexe adaptatif est également utilisée dans le domaine des sciences politiques, sociales et économiques[réf. incomplète]. Dans le domaine géopolitique, Samuel Solvit théorise la guerre comme un système adaptatif complexe: "War should be conceptualized as a generative social phenomenon which is accordingly uncertain and self-modifying – in other words, it is a complex adaptive system (CAS)." Il explique que la guerre devrait être conceptualisée comme un phénomène social productif et générateur de changements en son propre sein. Elle est donc selon lui incertaine et elle s'auto-modifie, d'où sa compréhension comme un système adaptatif complexe. Ainsi, au-delà de ses possibles enjeux politiques initiaux, la guerre serait elle-même productrice de nouveaux enjeux politiques qui modifieraient le sens de la guerre. 

## Exemples
Les exemples de systèmes complexes adaptatifs incluent notamment l'être humain, la Bourse des valeurs, les colonies de fourmis, la biosphère, le cerveau, le système immunitaire, le monde des affaires, le groupe social.